# Screamadelica
Screamadelica je třetí studiové album skotské skupiny Primal Scream. Vydáno bylo v září roku 1991 společnostmi Creation Records a Sire Records. Na jeho produkci se podíleli The Orb, Hypnotone, Andrew Weatherall, Hugo Nicolson a Jimmy Miller. Šlo o první album kapely, kterému se dostalo komerčního úspěchu. V hitparádě UK Albums Chart se umístilo na osmé příčce. Album bylo oceněnou cenou Mercury Prize.

## Seznam skladeb
1. „Movin' On Up“ – 3:47
2. „Slip Inside This House“ – 5:14
3. „Don't Fight It, Feel It“ – 6:51
4. „Higher Than the Sun“ – 3:36
5. „Inner Flight“ – 5:00
6. „Come Together“ – 10:21
7. „Loaded“ – 7:01
8. „Damaged“ – 5:37
9. „I'm Comin' Down“ – 5:59
10. „Higher Than the Sun (A Dub Symphony in Two Parts)“ – 7:37
11. „Shine Like Stars“ – 3:45

## Obsazení
Primal Scream
- Bobby Gillespie – zpěv
- Andrew Innes – kytara
- Robert Young – kytara, zpěv
- Martin Duffy – klávesy, klavír
- Henry Olsen – baskytara, kytara
- Toby Tomanov – bicí, perkuse

Ostatní hudebníci
- Denise Johnson – zpěv
- Jah Wobble – baskytara